# Annus horribilis
Annus horribilis è un'espressione latina, dal significato di «anno orribile» e posta in contrapposizione con annus mirabilis.

## Origine
L'espressione Annus horribilis fu utilizzata nel 1891 in una pubblicazione della chiesa anglicana per descrivere il 1870, anno in cui la chiesa cattolica aveva definito il dogma dell'infallibilità papale.
L'espressione è stata utilizzata in seguito dalla regina Elisabetta II per qualificare l'anno 1992 in un discorso pronunciato il 24 novembre 1992 a Guildhall, qualche mese dopo il quarantesimo anniversario della sua ascesa al trono.

## Significato
Il termine è usato per riferirsi ad un anno caratterizzato da eventi negativi in una pluralità di ambiti, sebbene vi si faccia principalmente ricorso nei contesti economico e politico.
Un recente esempio di cosa si intenda per annus horribilis è il 2020, anno di diffusione globale del virus SARS-CoV-2. Esso ha condizionato negativamente e globalmente la sfera sociale ed economica della popolazione, per via delle pesanti restrizioni imposte alle attività e alla popolazione per limitare la propagazione della pandemia, che unito alla solitudine provocata dal distanziamento sociale hanno causato un comune odio per l'annata.